# Moritz von Stubenrauch

Moritz von Stubenrauch

Edler Moritz (Moriz) von Stubenrauch (* 22. September 1811 in Wien; † 31. August 1865 ebenda) war ein österreichischer Jurist.

## Leben
Moritz von Stubenrauch war der Sohn des Schriftstellers Franz Eugen Stubenrauch (1787–1856), Sekretär des adeligen Kasino-Vereins in Wien und Mitglied der Ludlamshöhle und dessen Ehefrau Katharina, geborene Escherich (* 1785). Sein Großvater war Johann Michael Stubenrauch (um 1727–1801), Reichshofrat in Wien; sein Onkel war der Maler und Kupferstecher Philipp von Stubenrauch (1784–1848 oder 1839).
Er studierte moderne und orientalische Sprachen sowie Rechtswissenschaften an der Universität Wien und war von 1832 bis 1834 Kriminalgerichtspraktikant und von 1833 bis 1836 Praktikant bei der Hof- und niederösterreichischen Kammerprokurator. Nach seiner Promotion 1835 zum Doktor beider Rechte (Doctor iuris utriusqe) wurde er als Amanuensis der Bibliothek aufgenommen, zugleich wurde er Adjunkt an der Universität Wien.
Von 1838 bis 1839 lehrte er als Professor des gerichtlichen Verfahrens des alten polnischen Rechts und des Handels- und Wechselrechts an der Universität Lemberg und wurde dann Lehrer an der Lehrkanzel für Bürgerliches Recht an der Theresianischen Ritterakademie in Wien. Er wurde dort Bibliothekar und trat dem 1841 gegründeten Juridisch-Politischen Leseverein bei, in dessen Direktorium er später gewählt wurde. 1848 unterstützte er zwar die Teilnahme des Lesevereins am Revolutionsgeschehen, hielt sich aber selber im Hintergrund. Wegen seiner gemäßigten Grundhaltung wurde er in dieser Zeit kurzzeitig mit der Redaktion der Wiener Zeitung beauftragt.
1849 erhielt er eine Professur an der juristischen Fakultät der Universität Wien, und hielt anfangs Vorlesungen zum Verfassungsrecht und seit 1852 zum Zivilverfahrens- sowie Handels- und Wechselrecht, 1855 kamen Vorlesungen über Volkswirtschaftslehre und 1861 wieder Verfassungsrecht hinzu. In den Jahren 1850/1851, 1856/1857 und 1862/63 war er Dekan der juristischen Fakultät.
Er wurde Mitglied der Staatsprüfungskommission; dort war er Mitglied der richterlichen, Präses der staatsrechtlichen administrativen, 1856 Präses-Stellvertreter der rechtshistorischen und 1858 Präses-Stellvertreter der staatswissenschaftlichen Staatsprüfungskommission. Seit Ende 1858 hielt er Vorlesungen über Handels-, Wechsel- und Seerecht und von 1859 über Handels- und Gewerbegesetzkunde an der 1857 gegründeten Handelsakademie in Wien.
Er war von 1848 bis 1861 in verschiedenen politischen Funktionen in der Gemeindevertretung Wiens tätig und entwarf deren erstes Statut, dazu war er der Vertrauensmann des Bürgermeisters Johann Kaspar von Seiller.
Moritz von Stubenrauch war seit 1838 verheiratet mit Theresia Katharina, geborene Schwamberg (1810–1865). Gemeinsam hatten sie zwei Söhne.

### Freitod
Als Verwaltungsrat des Ersten österreichischen Hilfs- und Sparvereins vertuntreute er wegen der Spielschulden seines Sohnes Carl von Stubenrauch 28.000 Gulden (Geldwert heute rund 450.000 Euro). Nach Bekanntwerden der Affäre nahm er sich, gemeinsam mit seiner Ehefrau, in seiner Villa im Stadtteil Ober-Sankt-Veit durch Einnahme von Kaliumcyanid (Zyankali) das Leben.
Er hatte sich zuvor dem Bürgermeister Andreas Zelinka offenbart und dieser sowie weitere Stadträte führten eine spontane Sammlung durch, um das veruntreute Geld zu ersetzen; allerdings sah Moritz von Stubenrauch für sich und seine Frau keine Zukunft, weil er zusätzlich noch 30.000 bis 40.000 Gulden (480.000 bis 640.000 Euro) Wechselschulden hatte.
Sein Sohn wurde später steckbrieflich gesucht, weil er zusätzlich Geld veruntreut und gestohlen hatte.

### Schriftstellerisches Wirken
Moritz von Stubenrauch verfasste eine große Anzahl von juristischen Werken und veröffentlichte Artikel in zahlreichen Fachpublikationen.
Er übernahm die 1825 von Vincenz August Wagner begründete Zeitschrift für österreichische Rechtsgelehrsamkeit und politische Gesetzkunde und führte diese von 1846, gemeinsam mit Josef von Kudler und Eduard von Tomaschek (1810–1890) unter dem Namen Österreichische Zeitschrift für Rechts- und Staatswissenschaften weiter.
Seit 1850 gab er gemeinsam mit Dr. Glaser bis 1863 die täglich erscheinende Allgemeine österreichische Gerichts-Zeitung heraus, die bis 1918 erschien, und propagierte darin die von der Regierung eingeleiteten Rechts- und Verwaltungsreformen. Von 1856 bis 1860 war er Redakteur der Österreichischen Zeitschrift für innere Verwaltung und rief damit eine neue Generation von Rechtsperiodika ins Leben.

### Juristisches Wirken
Aufgrund seiner Fachkompetenz und wegen seiner Sprachkenntnisse delegierte ihn die österreichische Regierung mehrfach zu internationalen Kongressen, so nahm er 1856 an den internationalen Wohltätigkeits-Kongressen in Brüssel und 1857 in Frankfurt am Main teil. 1858 sandte ihn die Regierung zum internationalen Kongress für den internationalen Schutz des literarischen und artistischen Eigentums in Brüssel.
Er fungierte von 1850 bis 1860 als Konsulent bei Gesetzgebungsprojekten auf dem Gebiet des Urheberrechts. 1858 nahm er an den Beratungen über den Verkehr mit Getreide, Mehl und Brot, Verzehrsteuer und über die Teuerung der wichtigsten Lebensbedürfnisse teil. Die Regierung berief ihn auch in die Ministerialkommission über die Organisation der Gerichtspflege in Wien und das Innenministerium in die Kommission über die Wiener Gemeindeordnung.
Er war Mitunterzeichner der Ausschreibung, die zur Gründung des Deutschen Juristentages führte.
1854 wurde er in die Verteidigerliste beim Wiener Landesgericht aufgenommen.

## Mitgliedschaften
Moritz von Stubenrauch engagierte sich in gemeinnützigen Vereinen und war in einer Reihe von Aufsichts- und Kontrollgremien im Sparkassen- und Versicherungsbereich vertreten.
Im Jahre 1860 war er Mitglied des Verwaltungsrates der Hypotheken-Versicherungs-Gesellschaft Vindobona und des Gründungskomitees des unter dem Namen Austria bekannten wechselseitigen Vereins für Krankenunterstützung und Lebensversicherung, in der auch später sein Sohn Carl tätig war.
Er war zudem Mitglied des Zentralausschusses der Landwirtschaftlichen Gesellschaft in Wien.

## Ehrungen
Moritz von Stubenrauch wurde mit dem Ritterkreuz des Franz-Joseph-Ordens ausgezeichnet.

## Schriften (Auswahl)
- Systematisches Handbuch der Literatur der allgemeinen (josephinischen) Gerichtsordnung vom 1. Mai 1781, der westgalizischen Gerichtsordnung vom 19. December 1796, der italienischen Gerichtsordnung vom 16. März 1803, der tyrolischen Gerichtsordnung vom 15. September 1814 und der allgemeinen josephinischen Concursordnung v. 1. Mai 1781. Verlag Carl Haas, Wien 1840, OCLC 643916457.
- Handbuch der in den nicht ungarischen Provinzen des österreichischen Kaiserstaates und bei dem österr. Militärkörper geltenden Jurisdictions-Normen; sammt den bis auf die neuste Zeit darüber erflossenen Declaratorien. Friedrich Beck’sche Universitäts-Buchhandlung, Wien 1843, OCLC 70297286 (Digitalisat bei Google Books).
- Das dorfherrliche Weiderecht, nach den im Erzherzogthume Oesterreich unter der Enns hierueber erflossenen Gesetzen und Verordnungen systematisch dargestellt. Verlag Carl Haas, Wien 1845, OCLC 249698341.
- Bibliotheca juridica austriaca. Verzeichniß der von den ältesten Zeiten bis zum Schlusse des Jahres 1846 in Oesterreich (außer Ungarn und Siebenbürgen) erschienenen Druckschriften, und der in den österreichischen juridischen Zeitschriften enthaltenen Aufsätze aus allen Theilen der Rechtsgelehrsamkeit. Friedrich Beck’sche Universitäts-Buchhandlung, Wien 1847, OCLC 162905560 (Digitalisat in der Digitalen Bibliothek der Bayerischen Staatsbibliothek).
- Die neue Wechselordnung, erläutert in einem Cyclus von Vorträgen im niederösterreichischen Gewerbeverein. W. Seidel, Wien 1850, OCLC 70345445.
- Handbuch der österreichischen Verwaltungs-Gesetzkunde. Nach dem gegenwärtigen Stande der Gesetzgebung. Verlag Friedrich Manz, Wien 1852, OCLC 644533304 (Digitalisat Band 1, Band 2, Ergänzungsheft in der Digitalen Bibliothek der Bayerischen Staatsbibliothek).
- Tabellarische Darstellung des Organismus der österreichischen Staatsverwaltung. Wien 1851.
- Das allgemeine bürgerliche Gesetzbuch, mit Rücksicht auf das praktische Bedürfniß erläutert. Wien 1854.
- Die Jurisdictionsnorm (die Vorschrift über den Wirkungskreis und die Zuständigkeit der Gerichte in bürgerlichen Rechtssachen) vom 18. Juni 1850 für die Kronländer Oesterreich unter und ob der Enns, Salzburg, Steiermark, Kärnthen, Krain, Görz und Gradiska, Istrien, Triest, Tirol und Vorarlberg, Böhmen, Mähren und Schlesien erläutert. Wien 1856.
- Statistische Darstellung des Vereinswesens im Kaiserthum Oesterreich, nach amtlichen Quellen bearbeitet. Wien 1857.
- Lehrbuch des österreichischen Privat-Handelsrechtes, mit besonderer Rücksicht auf das Bedürfniß der Lehranstalten. Wien 1859.
- Belgien unter Maria Theresia. Aus dem Vlämischen des C. von Ruckelingen übersetzt. Wien 1859.
- Das österreichische Marken- und Musterschutzgesetz, mit Rücksicht auf die Bedürfnisse des Handels- und des Gewerbestandes erläutert. Wien 1859.
- Handbuch des neuen österreichischen Gewerberechtes. Wien 1860.
- Handbuch des österreichischen Handelsrechtes. Wien 1863.